# Kameto Kuroshima
Kameto Kuroshima (黒島 亀人, Kuroshima Kameto, Hiroshima, Empire du Japon, 1893 - Japon, 17 janvier 1965) est un contre-amiral et conseiller en stratégie navale de la Flotte combinée de la Marine impériale japonaise pendant la Seconde Guerre mondiale.

## Biographie
Kameto Kuroshima est né en 1893 à Hiroshima, Empire du Japon, entré dans la Marine et en 1922 et atteint rapidement le rang de capitaine en 1925. En 1928, il devient d’instructeur d’artillerie à Sasebo. En 1931, il sert à bord des croiseurs Atago et Haguro comme directeur d’artillerie. En 1938, il devient officier du Département du personnel de la flotte combinée.

### Seconde Guerre mondiale
En janvier 1941, il rejoint le personnel de planification des opérations navales de l’amiral Isoroku Yamamoto et travaille aux côtés de Minoru Genda et Takijiro Onishi dans le développement du plan pour attaquer Pearl Harbor. Une fois le plan formalisé, Yamamoto avait besoin de l’approbation du chef des opérations de l'état-major de la Marine Sadatoshi Tomioka, un adversaire de Yamamoto et subordonné d'Osami Nagano. Kuroshima fut l’émissaire de confiance pour convaincre Tomioka et obtenir l’approbation du plan. Kuroshima était très apprécié par Yamamoto pour être un officier excentrique qui osait contredire ses propositions, proposant des idées non conventionnelles et des solutions atypiques à des problèmes de stratégie navale,.
En 1942, il fut l’un des planificateurs de l’attaque de Midway. Kuroshima a ensuite été nommé chef de l’exploitation (N2) à l’état-major général de la Marine en août 1943 et a proposé d’utiliser des avions chargés d'explosifs contre des navires américains, jetant ainsi les bases de la doctrine kamikaze.
En 1944, Kuroshima a proposé l’utilisation de chars amphibie Ka-Tsu montés sur des sous-marins pour les débarquer sur les plages des Philippines et aussi planifié une attaque contre les portes ouest du canal de Panama en utilisant de grands sous-marins de classe I-400, qui transporteraient des avions armés de bombes de démolition.

### Après-guerre
Après la capitulation du Japon, Kameto Kuroshima intègre la réserve militaire. Il meurt le 17 janvier 1965 à l’âge de 72 ans.